# William Henry Smyth
William Henry Smyth (1788 - 1865) fue un astrónomo aficionado inglés, que publicó en 1844 su famoso Ciclo de objetos celestes.

## Biografía

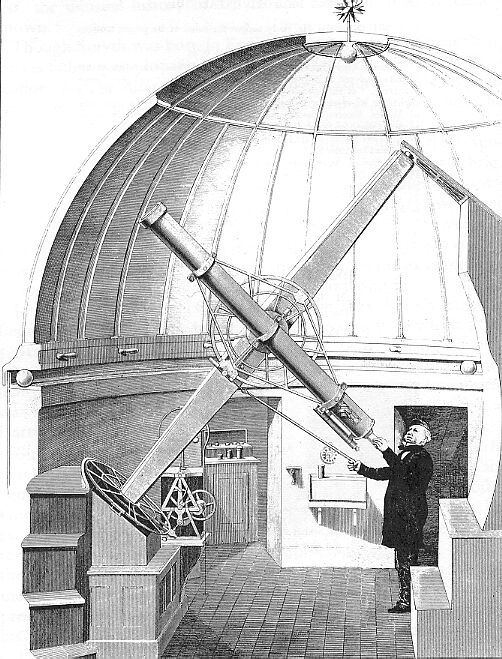
Ilustración del telescopio de 6" de Smyth

Smyth perteneció a la Marina Real y sirvió en el Mediterráneo durante las guerras napoleónicas. En 1817, durante un levantamiento hidrográfico, se quedó en Palermo, Sicilia, donde conoció al astrónomo italiano Giuseppe Piazzi, que ya era famoso por su descubrimiento de 1801 del planeta enano Ceres. Su interés por la astronomía fue reforzada por una visita que realizó al observatorio Piazzi.
En 1825 se retiró de la Marina Real y se trasladó a Bedford, Inglaterra, donde estableció un observatorio privado, equipado con un refractor de 6 pulgadas. Durante la década de 1830, utilizó este instrumento de observación del cielo profundo para describir una gran variedad de objetos, incluyendo estrellas dobles, nebulosas y cúmulos estelares.
Publicó sus observaciones en 1844 en su famoso Ciclo de objetos celestes. Este trabajo fue galardonado con la medalla de oro de la Royal Astronomical Society y la Presidencia de esta sociedad por un plazo de dos años.

## Eponimia
- La comunidad astronómica ha reconocido el trabajo observacional de William Henry Smyth nombrando en 1935 el Mare Smythii, un mar lunar de 373 km de diámetro situado en las coordenadas selenográficas 1.1 Norte, 87.5 Este.

## Otras referencias
- Kenneth Glyn Jones, 1991. Messier's Nebulae and Star Clusters. 2nd ed, Cambridge University Press, p. 340-1.
- Admiral William Henry Smyth. A Cycle of Celestial Objects. Volume II. The Bedford Catalogue. John W. Parker, London, 1844. Re-published by George F. Chambers, London, 1881. Reprinted by Willmann-Bell, Richmand, Virginia, 1986, with a foreword by George Lovi.
- Obituary in MNRAS 26, 121-29 (1866)

- Datos: Q1334102
- Multimedia: William Henry Smyth / Q1334102